# هوستوپتشه ناد بتشووو
هوستوپتشه ناد بتشووو (به چکی: Hustopeče nad Bečvou) یک منطقهٔ مسکونی در جمهوری چک است که در ناحیه پرروف واقع شده‌است. هوستوپتشه ناد بتشووو ۱٬۷۷۳ نفر جمعیت دارد.